# فدراسیون بسکتبال فنلاند
فدراسیون بسکتبال فنلاند (فنلاندی: Suomen Koripalloliitto ry) نهاد اداره کننده ورزش بسکتبال در کشور فنلاند است. این فدراسیون که در سال ۱۹۳۹ تاسیس شده مقر آن در شهر اسپو قرار دارد.